# Agathocles (banda)
Agathocles é uma banda da Bélgica de grindcore fundada em 1985.

## Membros
A formação muda constantemente, o único membro original é Jan Frederickx.

### Formação original
- Jan Frederickx - guitarra e vocal (1985-)
- nils Laureyns - bateria (2007 - )
- Bram Criekemans - baixo (2008 - )

### Ex-membros
- Matty Dupont - guitarra, vocal (1995-98)
- Burt Beyens - bateria (1990-2002) (ex-Insanity Reigns Supreme)
- Erwin - bateria (1985-90), baixo (1991)
- Ronny - baixo (1987-89)
- Dirk Vollon - baixo (1991-92)
- Jakke - guitarra (1987-90)
- Guy - guitarra (1989-90)
- Chriss Ons - guitarra (1991-92)
- Steve - guitarra (1992-95)
- Domingo Smets - guitarra (ex-Ancient Rites, Red Nucleus, Gracefallen, Rinascimento) (1990-91)
- Dirk Cuyks - guitarra e vocal (1991- ???)
- Roel Tulleneers - bateria (2002-2006)
- Tony Schepkens - baixo (2007 - R.I.P. 2008)

## Discografia
A banda conta com vários álbuns, incluindo demos e splits com diversas bandas de grindcore.
- Rehearsal (1987)
- Cabbalic gnosticism (1988)
- If This Is Gore,What's Meat Then/Split With Riek Boois (1988)
- Agathocles/Disgorge Split (1989)
- Morally Wrong / Split with Violent Noise Attack (1989)
- Fascination of Mutilation (1989)
- Live In Gierle, 1989 (1989)
- If This Is Cruel What's Vivisection Then ? (1989)
- Who Profit? Who Dies? split with Morbid Organs Mutilation (1989)
- Supposed it was you/ Split with Drudge (1990)
- Traditional Rites: Agathocles/Blood (1990)
- Agathocles/Smegma (1991)
- Split 12" LP w/ Lunatic Invasion (1991)
- Putrid Offal/Agathocles(1991)
- Hail To Japan/Split With Psycho (1991)
- Agarchy (1991)
- Theatric Symbolisation Of Life (1992)
- Use Your Anger (1992)
- Cliché ? (1992)
- Agathocles/Social Genocide (1993)
- Blind World (1993)
- Contra las Multinacionales Asesinas Acción Directa / Starvation (1993)
- War Scars/Split With Kompost (1993)
- Distrust And Abuse (1993)
- Live in Mannheim (1993)
- Agathocles/Back Acid Trip (1993)
- No Use … (Hatred) (1993)
- Agathocles/Patareni (1993)
- Agathocles/Smash The Brain (1993)
- Provoked Behavior/Split With Man Is The Bastard (1993)
- Pigs in Blue / Split with Plastic Grave (1994)
- Split EP w/ Audiorrea (1994)
- Agathocles/Averno (1994)
- Black Clouds Determinate (1994)
- Is It Really Mine/Split With Punisher (1994)
- Mince-Mongers in Barna (1994)
- Screenfreak/Split With Carcass Grinder (1994)
- Wiped From The Surface/Split With Rot (1994)
- Back To 1987 (1994)
- Razor Sharp Daggers (1995)
- Bastard Breed We Don't Need/Split EP with Vomit Fall (1996)
- Cheers Mankind Cheers / Asian Cinematic Superiority (1996)
- Split with 'Autoritär (1996)
- Split with Krush (1996)
- The LPs: 1989-1991 (1996)
- Duplication Of Hatred #1 (1996)
- Bomb Brussels (1996)
- Minced Alive (1996)
- Agonies / No Gain - Just Pain (1996)
- Self Destroying Prophecy/Split With Black Army Jacket (1996)
- Thanks For Your Hostility (1996)
- Agarchy/Use Your Anger (1997)
- Until It Bleeds (1997)
- Robotized / Boses Blut (1997)
- Split 7 (1997)
- Live and Noisy (1997)
- Humarrogance(1997)
- Cold As Ice/Split With PP7 Gaftzeb (1997)
- Agathocles/Looking For Answer Split (1997)
- Democracide/Split With Monolith (1997)
- Just Injust/Split With Shikabane (1997)
- Belgiums Little Cesspool / … And Man Made The End (1997)
- Respect/split with Agathocles (1997)
- Society Of Steel/Split With Abstain (1997)
- He Cared… They Don't/Split With Mitten Spider (1997)
- Agathocles/D. I. E. (1997)
- Agathocles/BWF (1997)
- Gotcha! / Split with Comrades (1998)
- Pressure / Split with Deadmocracy (1998)
- Mincecore (1998)
- Spud (1998)
- Report/Split With Bloodsucker (1998)
- Agathocles / Stomachal Corrosion (1998) Split CD
- Trash-Split With Depressor (1998)
- Raised By Hatred / Hunt Hunters (1999)
- We Never Forget !!!/Glass Eyes (1999)
- To Serve… To Protect (1999)
- Agathocles/Disreantiyouthhellchristbastardassmanx (1999)
- Poisonous Profit / The Malevolent (1999)
- Live in Leipzig, Germany 1991 (1999)
- Mutilation / Split with Din-Addict (2000)
- To serve…/Split with Disculpa (2000)
- Brutal Headache (2000)
- Even Shakespeare Fed the Worms/Piles Left to Rot (2000)
- Kicked and Whipped/Keep On Selling Cocaine to Angels (2000)
- Mincecore History 1985-1990 (2000)
- Leads To…/Split With Kontatto (2000)
- Keep Mincing (2001)
- 4 way split ABORTION - AGATHOCLES - DIN-ADDICT - MALIGNANT TUMOUR (2001)
- Superiority Overdose (2001)
- Mincecore History 1989-1993 (2001)
- Chop Off Their Trust (2002)
- Live Aalst Belgium 1989 (2002)
- No Ear For You / Rollercoaster (2002)
- Until It Bleeds Again (1994-1999) (2002)
- Cruelty For Popularity / Sodan Sankareita (2003)
- Emoc T'now Modcnik Yht! / Split with Sterbe Hilfe (2003)
- To Serve… To Protect / Leads To… (2003)
- Front Beast/Agathocles (2003)
- Alive & Mincing (2003)
- Agathocles / The Mad Thrashers (2004)
- Agathocles/Kadaverficker (2004)
- Live In Leipzig 2003 / … Our Last Beer(s) (2004)
- Mincemania In Bulgaria (2004)
- Frost Bitten Death / Nolme (2005)
- Mincer (2006)
- Abstract /Split With Cü Sujo (2008)
- Grind Is Protest (2008)
- Apokalyptic War / Split with Apokalyptic Raids (2012) EP 7" Clear Vinil / Black Vinil
- Agathocles / Cruel Face (2015) Ao vivo no Zapata - split K7